# GroenLinks
GroenLinks (GL; deutsch GrünLinks) ist eine grüne Partei in den Niederlanden. Sie wurde offiziell 1990 durch eine Fusion von vier Parteien gebildet, der Communistische Partij van Nederland (CPN) von 1909/1919, der Pacifistisch Socialistische Partij (PSP) von 1957, der Politieke Partij Radikalen (PPR) von 1968 und der Evangelische Volkspartij (EVP) von 1981. Am 13. Juni 2023 bildete GroenLinks und die Partij van de Arbeid (PvdA) eine Fraktion in der Ersten Kammer sowie am 27. Oktober 2023 eine Fraktion in der Zweiten Kammer mit den Namen GroenLinks-PvdA (GL-PvdA).
GroenLinks ist seit der Parteigründung in der Zweiten Kammer vertreten, war aber noch nie an einer Regierung beteiligt. Auf europäischer Ebene gehört die Partei der Europäischen Grünen Partei an.

## Geschichte
Bereits 1984 hatten drei Parteien bei der Europawahl eine gemeinsame Wahlliste präsentiert, um ihrem Niedergang bei Wahlen entgegenzutreten. 1989 bei den Parlamentswahlen (Zweite Kammer) kam die EVP als vierte hinzu. Damals errang das Wahlbündnis sechs Mandate von 150. Die vier Parteien waren:
- Die ehemals stalinistische Communistische Partij van Nederland (CPN), gegründet als SDP 1909, hatte in den 1980er-Jahren eine gewisse Öffnung vorgenommen und den Feminismus als gleichberechtigte Ideologie neben dem Kommunismus akzeptiert. Während jenes Jahrzehntes verlor sie kontinuierlich Mitglieder und 1986 ihr letztes Parlamentsmandat.
- Die Pacifistisch Socialistische Partij (PSP) war 1957 als Sammelbecken für enttäuschte Kommunisten und Sozialdemokraten, linke Christen und Anarchisten entstanden, die beispielsweise die NATO ablehnten und einen Dritten Weg gehen wollten. Bei den Wahlen 1986 fiel die PSP von drei auf einen Sitz zurück.
- Linke Gruppen aus der Katholieke Volkspartij (KVP) bildeten 1968 die Politieke Partij Radikalen (PPR). 1981 richtete sie sich verstärkt links und grün aus und konnte bei den Wahlen 1986 ihre beiden Sitze verteidigen.
- Die Evangelische Volkspartij (EVP) war 1981 von linken Christdemokraten (CDA) gegründet worden. Sie stand für Pazifismus, soziale Gerechtigkeit und Progressivität (etwa in Bezug auf Sterbehilfe und Homosexualität). In ihrer kurzen Geschichte hatte sie nur 1982 ein einziges Mandat in der Zweiten Kammer errungen.

Nachdem GroenLinks in den Parlamentswahlen 2012 nur 4 Sitze und einen Stimmanteil von 2,3 % – und damit das bisher schlechteste Ergebnis – erreichen konnte, erzielte die Partei 2017 unter der Parteiführung von Jesse Klaver mit 14 Sitzen und einem Stimmanteil von 8,9 % das bisher beste Ergebnis.
Seit ihrer Gründung war die Partei noch an keiner Regierungskoalition auf nationaler Ebene beteiligt. Bei den Wahlen 2010 zeigte sie sich ausdrücklich an einer Regierungsteilnahme interessiert, die angestrebte Mitte-links-Koalition kam jedoch nicht zustande. Derzeit ist sie lediglich in den Provinzen Utrecht und Groningen an der regionalen Exekutive beteiligt.
Fraktionsvorsitzende war von 2002 bis 2010 Femke Halsema, unter deren Führung sich GroenLinks, die zeitweise mehr als 25.000 Mitglieder hatte, ein eher linksliberales Profil zu geben schien. Auf europäischer Ebene ist die Partei aber weiterhin fester Bestandteil der grünen Zusammenschlüsse (unter anderem gehört GL wie die daneben weiterhin bestehende Partei De Groenen dem 2004 gegründeten Bündnis EGP an). Im Europaparlament verfügt sie seit 2014 über zwei Vertreter.
Nach Halsemas Rückzug aus der Zweiten Kammer übernahm Ende 2010 Jolande Sap den Fraktionsvorsitz und führte die Partei als Spitzenkandidatin in die vorgezogene Neuwahl 2012, wo GroenLinks starke Verluste erlitt und nur noch vier Sitze erhielt; das war die kleinste grünlinke Fraktion in der Zweiten Kammer seit Bestehen der Partei. Keine vier Wochen nach der Wahlniederlage zwang die Parteiführung Jolande Sap zum Rücktritt. Kurz darauf trat auch der gesamte Vorstand zurück, um einen personellen Neuanfang zu ermöglichen.
Die führende Rolle in der Partei hatte seit dem Oktober 2012 der Fraktionsvorsitzende Bram van Ojik inne, der am 12. Mai 2015 zurücktrat. Die Nachfolge durch den eher linksliberalen, ehemaligen christlichen Gewerkschafter Jesse Klaver bedeutete auch einen Generationenwechsel. Klaver war nach einem ansehnlichen Wahlerfolg 2017 an den Koalitionsgesprächen beteiligt. Ein Regierungseintritt von GroenLinks scheiterte allerdings an den Themen Integration und Klima.
Die Jugendorganisation von GroenLinks heißt DWARS.

## Politisches Programm
Die Partei kombiniert grüne und linke Ziele. Dazu gehören:
- Bewahrung der Erde und von Ökosystemen sowie Tierschutz
- Gerechte Verteilung der natürlichen Ressourcen zwischen allen Bürgern der Welt und allen Generationen
- Gerechte Einkommensverteilung
- Möglichkeit zu Arbeit, Versorgung, Bildung und Erholung für jeden
- Pluralistische Gesellschaft, an der jeder teilnehmen kann

## Wahlergebnisse
| Wahl                  | Stimmen (%) | Mandate               |
| --------------------- | ----------- | --------------------- |
| 1989                  | 4,1         | 6 / 150               |
| 1994                  | 3,5         | 5 / 150               |
| 1998                  | 7,3         | 11 / 150              |
| 2002                  | 7,0         | 10 / 150              |
| 2003                  | 5,1         | 8 / 150               |
| 2006                  | 4,6         | 7 / 150               |
| 2010                  | 6,7         | 10 / 150              |
| 2012                  | 2,3         | 4 / 150               |
| 2017                  | 9,1         | 14 / 150              |
| 2021                  | 5,2         | 8 / 150               |
| 2023 1                | 15,7        | 13 / 150 von 25 / 150 |
| 1 als GroenLinks-PvdA |             |                       |

| Wahl                                                                          | Stimmen (%) | Mandate           |
| ----------------------------------------------------------------------------- | ----------- | ----------------- |
| 1994                                                                          | 3,7         | 1 / 31            |
| 1999                                                                          | 11,8        | 4 / 31            |
| 2004                                                                          | 7,4         | 2 / 27            |
| 2009 1                                                                        | 8,9         | 3 / 25            |
| 2014                                                                          | 7,0         | 2 / 26            |
| 2019 2                                                                        | 10,9        | 3 / 26            |
| 2024 3                                                                        | 21,1        | 4 / 31 von 8 / 31 |
| 1 Mandate (seit 2011): 3/26 2 Mandate (seit 2020): 3/29 3 als GroenLinks-PvdA |             |                   |

## Bekannte Politiker
- Britta Böhler
- Femke Halsema
- Farah Karimi
- Paul Rosenmöller
- Jolande Sap
- Judith Sargentini